# Sèrie ATI Mach

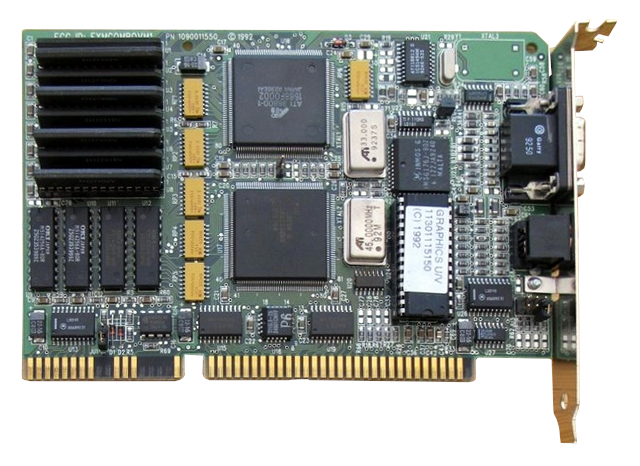
ATI Graphics Ultra ISA (Mach8 + VGA)

La línia ATI Mach era una sèrie d'acceleradors de gràfics 2D per a ordinadors personals desenvolupats per ATI Technologies. Es va convertir en una extensió (i eventual successor) de la sèrie de targetes ATI Wonder. El primer xip de la sèrie va ser l'ATI Mach8. Es tractava essencialment d'un clon de l'IBM 8514/A amb algunes extensions notables com les fonts Crystal. Sent un dels primers xips acceleradors de gràfics del mercat, el Mach8 no tenia un nucli VGA integrat. Per utilitzar les primeres targetes de coprocessador Mach8, es necessitava una targeta VGA independent. Això va augmentar el cost de propietat, ja que s'havia de comprar dues targetes d'expansió en lloc d'una per a gràfics. Es va presentar una solució temporal amb les targetes ATI Graphics Ultra/Vantage, que combinaven una ATI 8514 Ultra i VGA Wonder+ en una sola targeta (tot i que utilitzaven circuits integrats discrets). El xip Mach32 va ser el seguiment del Mach8, que finalment va incloure un nucli VGA integrat, suport de color real i un camí de dades de 64 bits a la memòria interna.

## Models

### Mach 8
- Clon d'IBM 8514/A
- Suport per a modes de color de fins a 8 bits
- Nucli gràfic opcional VGAWonder 2 (28800) (amb 256–512 dedicats KiB DRAM)
- 512 KiB o 1 MiB disponible amb DRAM o VRAM

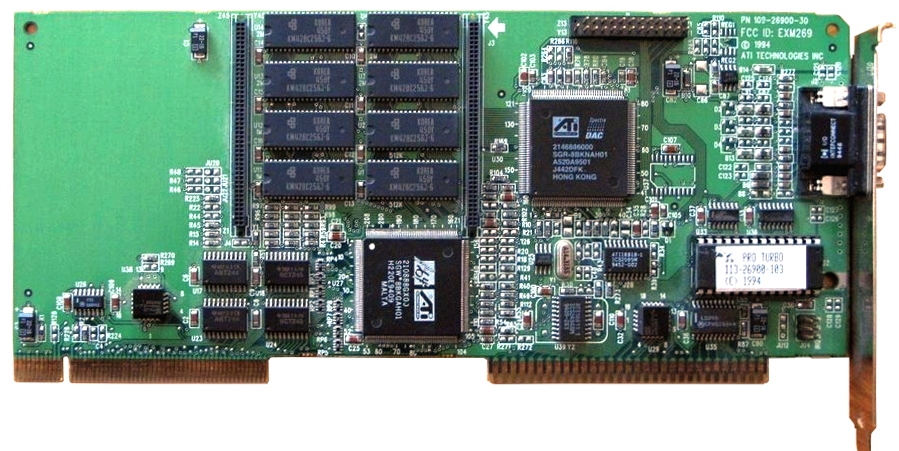
Graphics Pro Turbo VLB (Mach64GX)

- Port: ISA, MCA[3]Graphics Pro Turbo VLB (Mach64GX)

### Mach 32
- Accelerador GUI de 32 bits amb suport bàsic de DOS
- Suport limitat de VESA VBE
- Suport per a 15 bbp, 16 bbp i 24 S'han afegit els modes de color bbp
- Memòria de vídeo: 1 o 2 MiB DRAM o VRAM

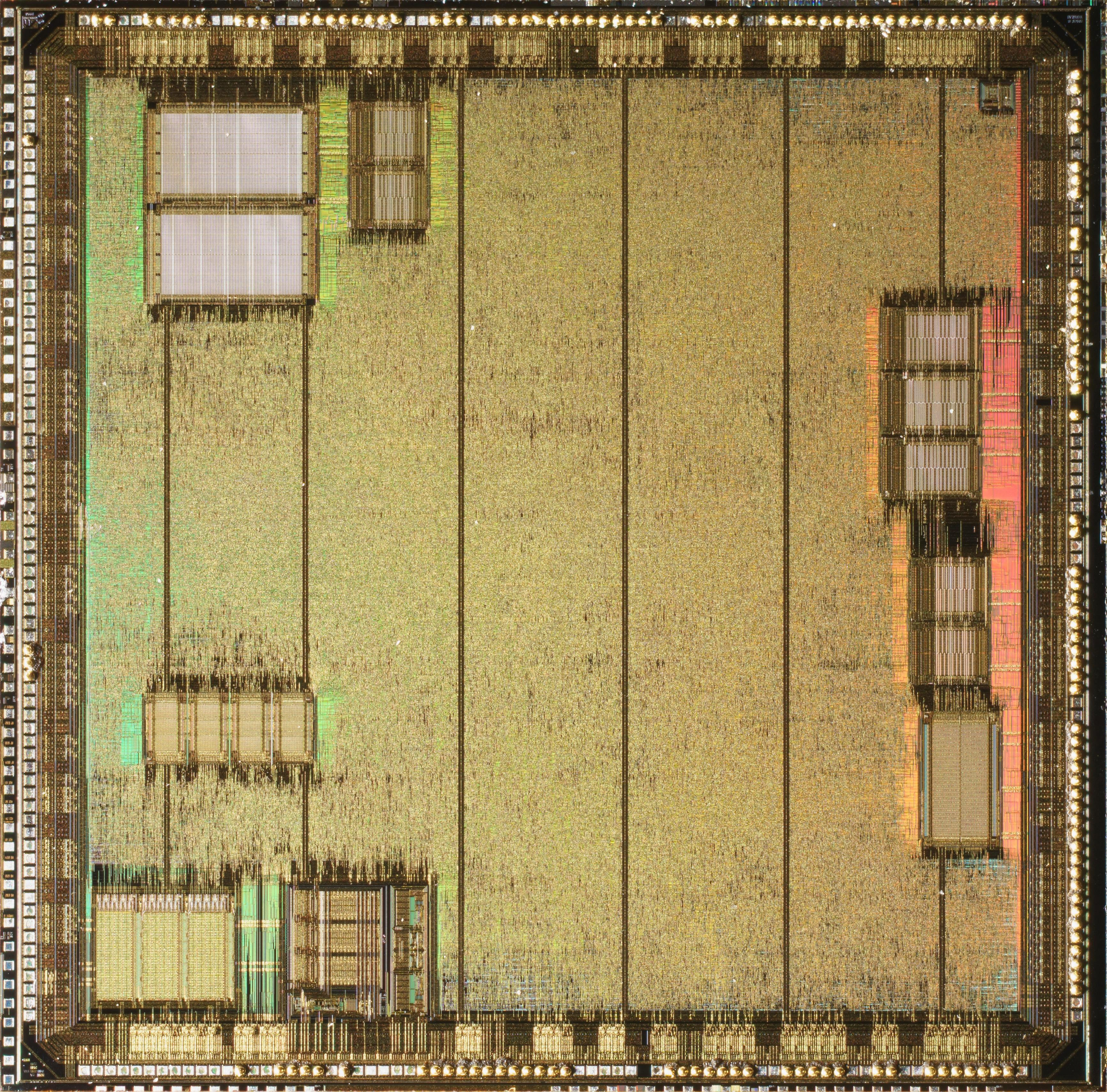
Tir a troquel del Mach64 GT-B

- Interfície de memòria: 64 bits
- Port: ISA, EISA, VLB, PCI, MCA
- Nucli VGA integrat
- 100% compatible amb IBM 8514/A[4]Tir a troquel del Mach64 GT-B